# Echinochloa brevipedicellata
Echinochloa brevipedicellata är en gräsart som först beskrevs av Albert Peter, och fick sitt nu gällande namn av Clayton. Echinochloa brevipedicellata ingår i släktet hönshirser, och familjen gräs. Inga underarter finns listade i Catalogue of Life.